# Trådticka
Trådticka (Climacocystis borealis) är en svampart som först beskrevs av Elias Fries, och fick sitt nu gällande namn av Kotl. & Pouzar 1958. Enligt Catalogue of Life ingår Trådticka i släktet Climacocystis,  och familjen Fomitopsidaceae, men enligt Dyntaxa är tillhörigheten istället släktet Climacocystis,  och familjen Hapalopilaceae. Arten är reproducerande i Sverige. Inga underarter finns listade i Catalogue of Life.

## Källor

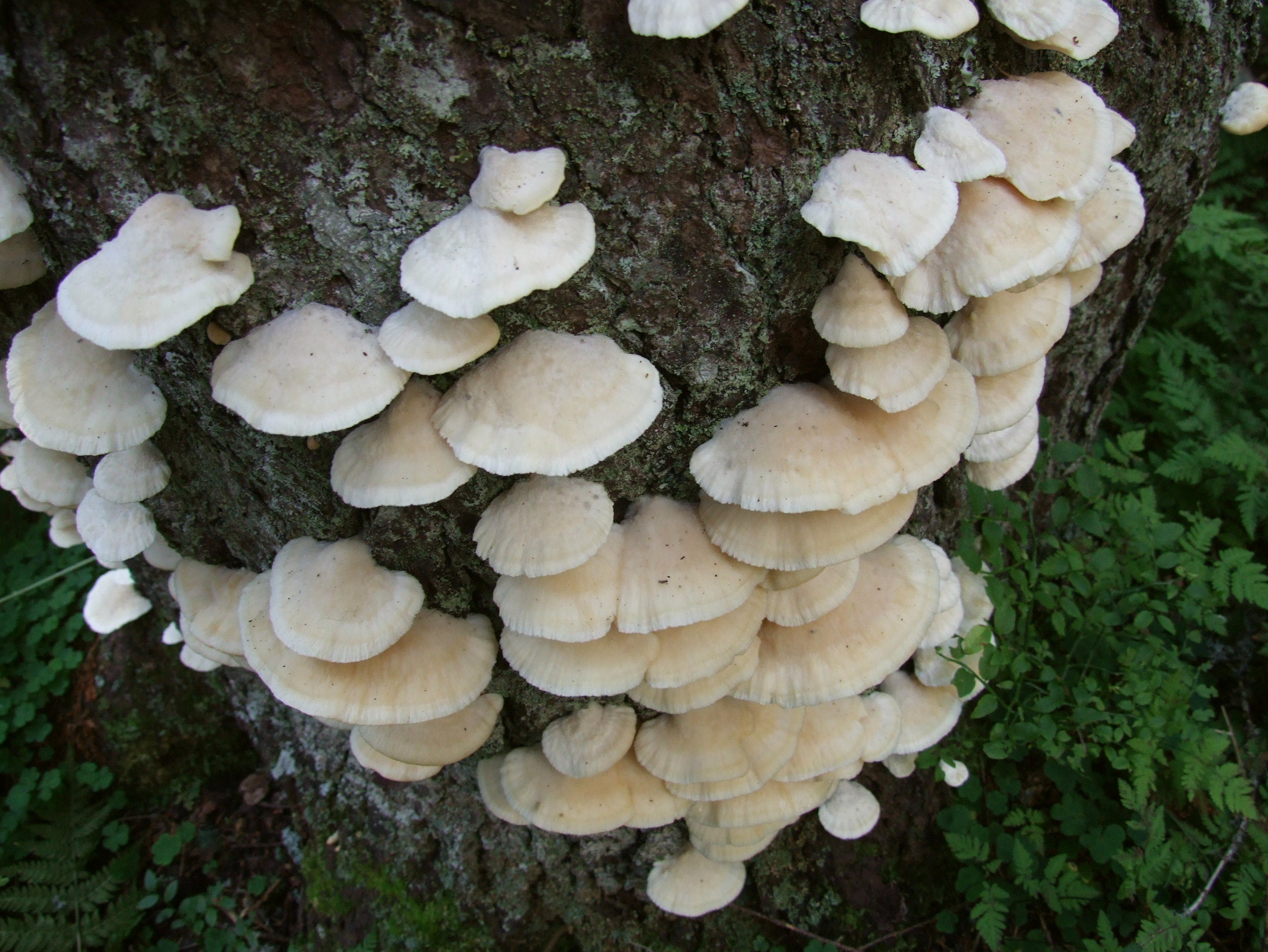
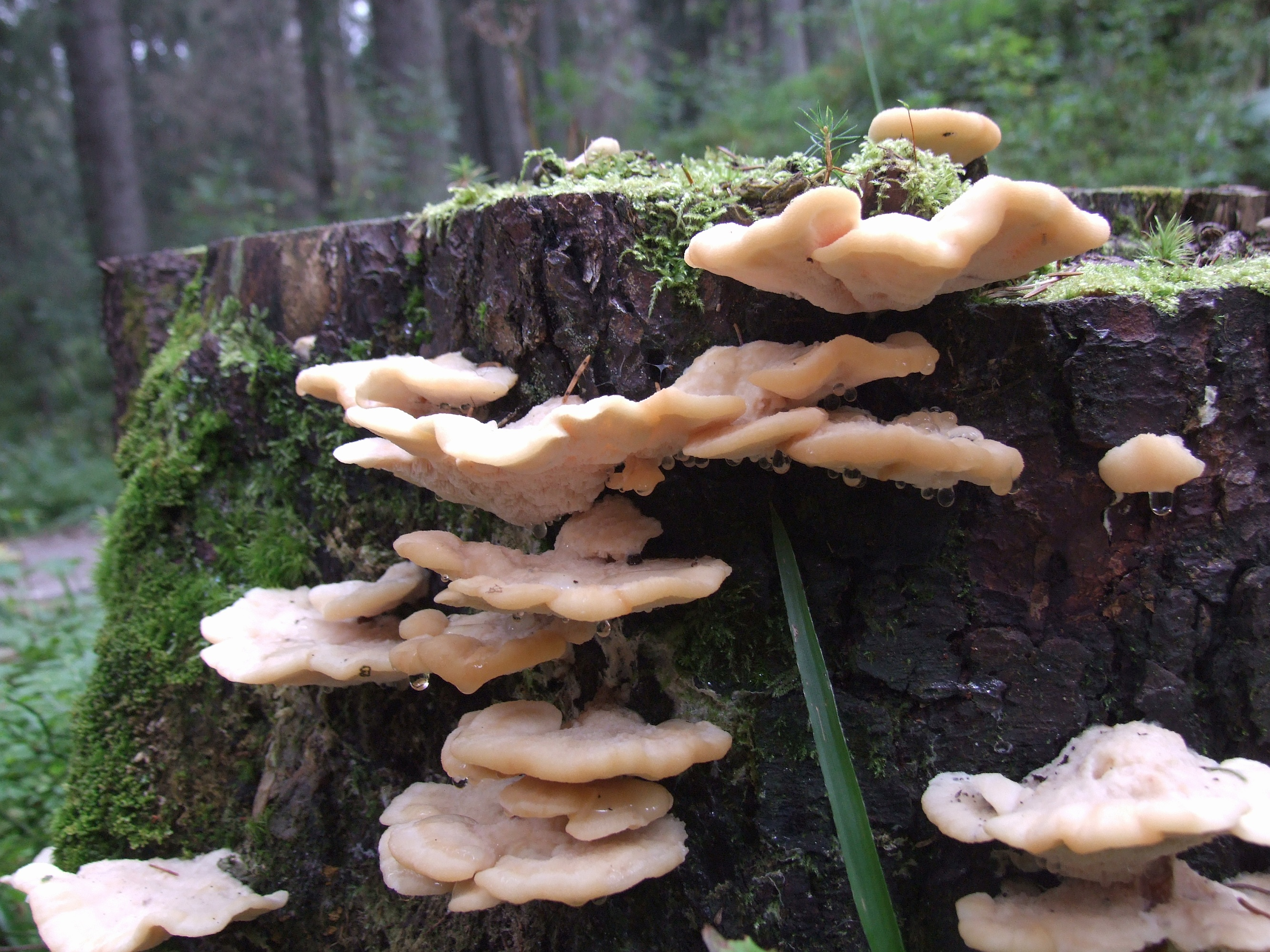
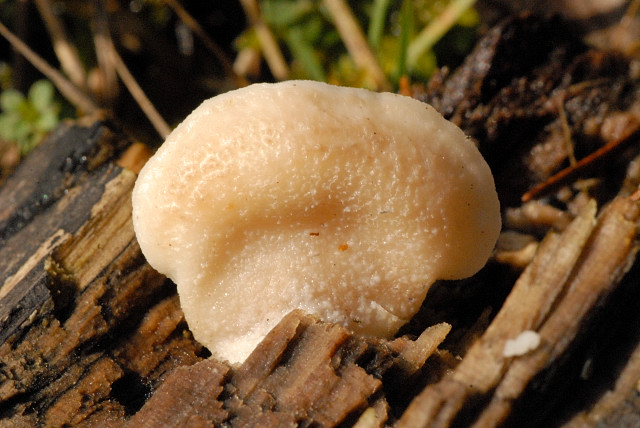
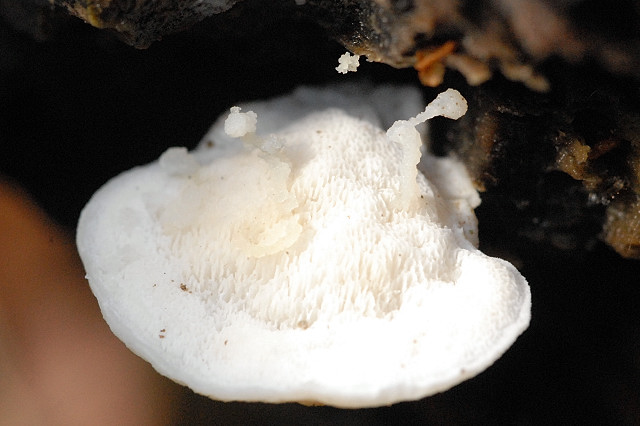
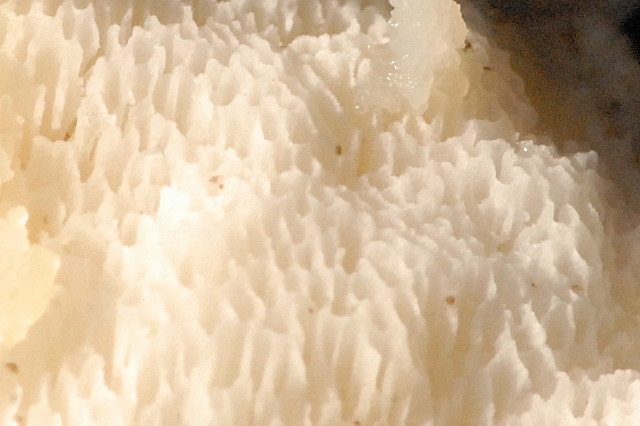
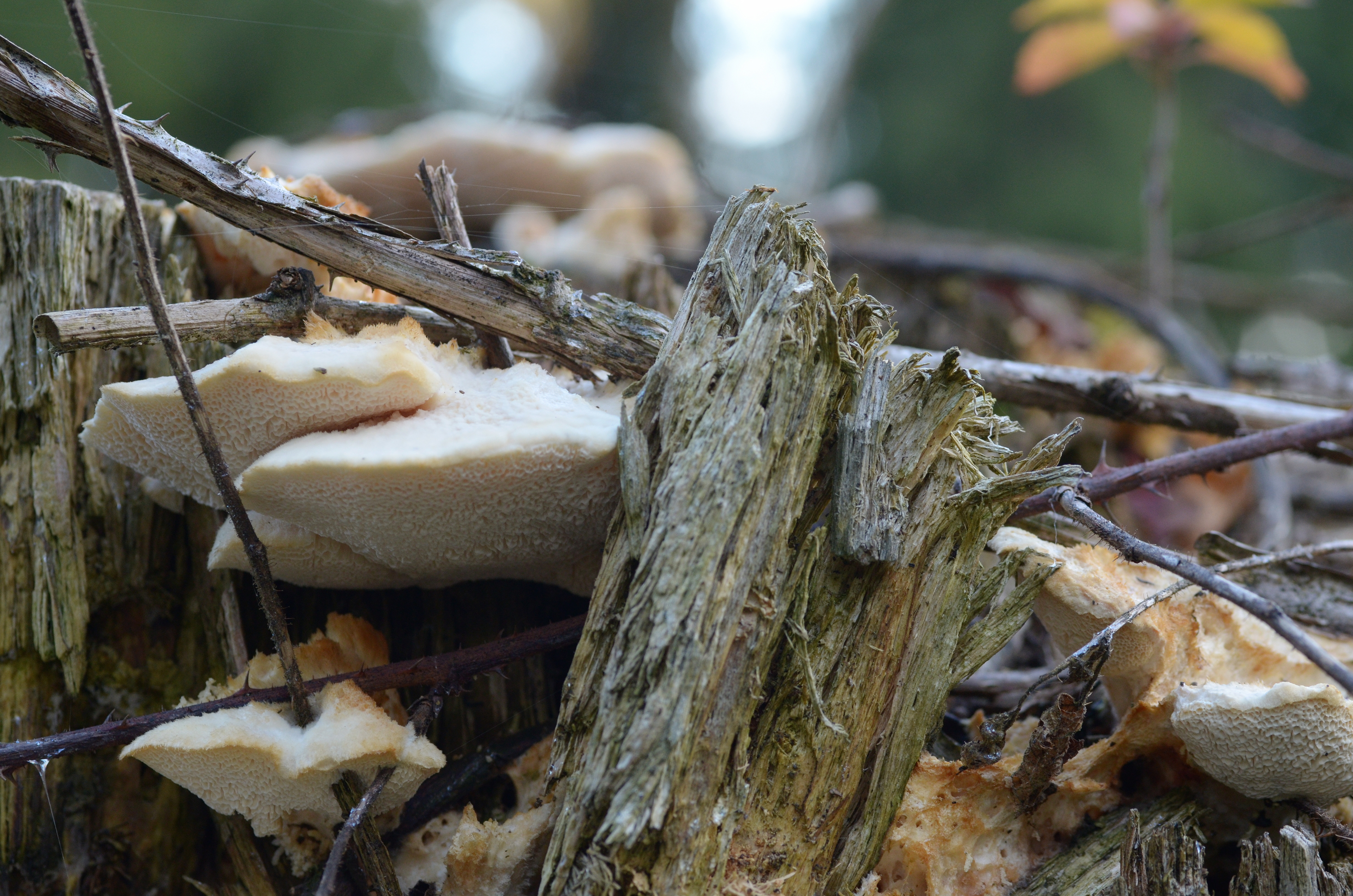